# Miastko
Miastko (kaszub. Miastkò, niem. Rummelsburg) – miasto w województwie pomorskim, w południowo-zachodniej części powiatu bytowskiego, położone na Pomorzu Zachodnim, nad rzeką Studnicą, siedziba gminy miejsko-wiejskiej Miastko.
Według danych z 30 czerwca 2019 roku Miastko miało 10 439 mieszkańców.

## Położenie
Miastko leży na Pojezierzu Bytowskim, nad rzeką Studnicą (będącą lewym dopływem Wieprzy). W granicach miasta leży jezioro Lednik.
Mimo że miasto znajduje się w woj. pomorskim, historycznie należy do Pomorza Zachodniego. W latach 1945–1946 miasto administracyjnie należało do woj. gdańskiego, w latach 1946–1950 do woj. szczecińskiego, w latach 1950–1975 do woj. koszalińskiego, a w latach 1975–1998 do woj. słupskiego.
Miastko położone jest 220 km na północny wschód od Szczecina, 55 km na południe od Słupska, 45 km na zachód od Bytowa, 130 km na zachód od Gdańska.
Według danych z 1 stycznia 2009 r. powierzchnia miasta wynosi 5,68 km².
| Pobliskie wsie |            |            |
| Łodzierz       | Węgorzynko | Węgorzynko |
| Pasieka        | Miastko    | Przęsin    |

| Pobliskie miasta |           |          |
| Kępice           | Słupsk    | Lębork   |
| Polanów          | Miastko   | Bytów    |
| Bobolice         | Biały Bór | Człuchów |

## Demografia

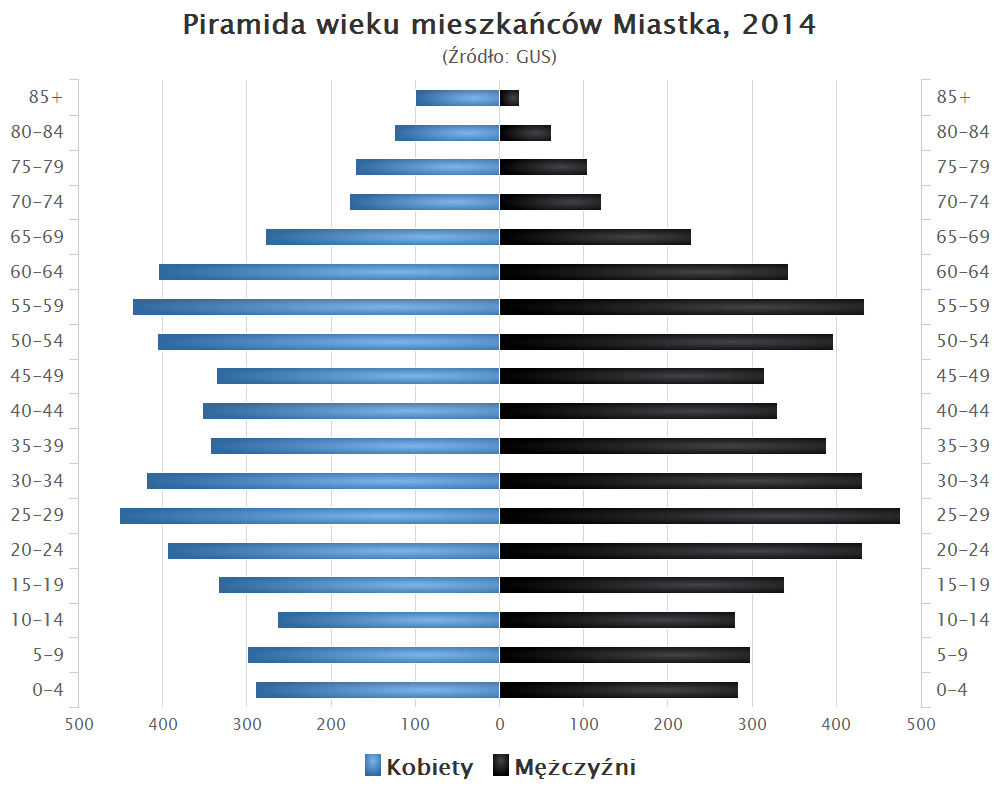
Piramida wieku mieszkańców Miastka w 2014 roku

## Historia
Miastko było starym osiedlem słowiańskim położonym na obszarze historycznej ziemi słowińskiej przy granicy z Pomorzem Gdańskim, zamieszkanym przez ludność kaszubską. W początkach XIV wieku tereny te zagarnęli Krzyżacy. Pierwsze wzmianki o miejscowości, określanej wówczas zarówno jako „miasteczko”, jak i „wieś”, pochodzą z dokumentów z lat 1335, 1368, 1478, 1496 i 1506. Miastko było wówczas własnością lenną niemieckiej rodziny von Massow. W latach 1616–1617 mieszkańcy wszczęli bunt przeciw Massowom. Zamieszki w Miastku trwały właściwie do wybuchu wojny trzydziestoletniej. Wymiernym efektem buntu było otrzymanie w 1617 r. po raz pierwszy przez Miastko praw miejskich, ale nigdy nie wybudowano murów miejskich ani fortyfikacji. W tym okresie przybyli emigranci francuscy i rozpoczęli produkcję tytoniu. W latach 1628 (podczas wycofywania się stacjonującej przez rok w mieście armii cesarskiej) i 1657 (podczas najazdu wojsk polskich w ramach wojny polsko-szwedzkiej) dwa pożary zniszczyły ponad 1/3 budynków w mieście, zaś 26 czerwca 1719 r. trzecia pożoga zniszczyła miasto właściwie w całości (pozostają jedynie dwa ocalałe budynki). Od 1637 roku Miastko należało do Szwecji, a od 1657 r. do państwa brandenbursko-pruskiego, przekształconego w 1701 w Królestwo Prus. Mimo nadania praw miejskich rodzina von Massow w dalszym ciągu traktowała Miastko jako swoją własność, dalsze spory spowodowały nawet interwencję króla Fryderyka Wilhelma I w 1721 r. Spór został jednak ostatecznie zakończony wyrokiem sądu nadwornego w Koszalinie (1781). Po raz pierwszy w historii siedzibą powiatu zostało Miastko w 1843 r.

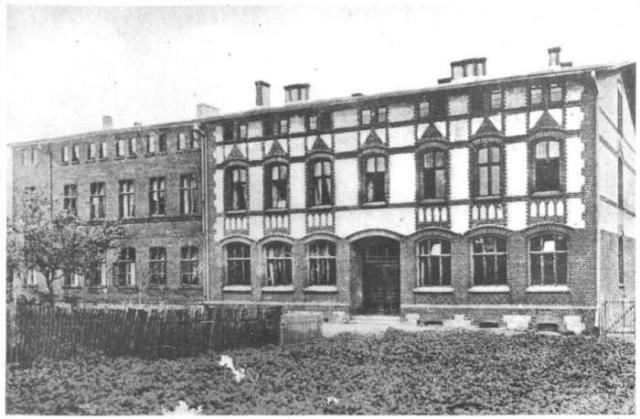
Budynek obecnego komunalnego domu mieszkalnego przy ul. Mickiewicza 2 przed 1927

Od połowy XVIII w. datuje się w Miastku gwałtowny rozwój przemysłu – głównie włókienniczego (będącego kontynuacją miasteckich tradycji sukienniczych) i drzewnego. W 1840 r. otworzono pierwszy w mieście młyn parowy. W 1878 r. przez miasto przebiegła pierwsza linia kolejowa, a w 1909 r. – druga. Do wybuchu II wojny światowej w Miastku funkcjonowały cztery zakłady włókiennicze i jeden zakład drzewny. W 1908 miasto przestało być własnością rodziny von Massow.

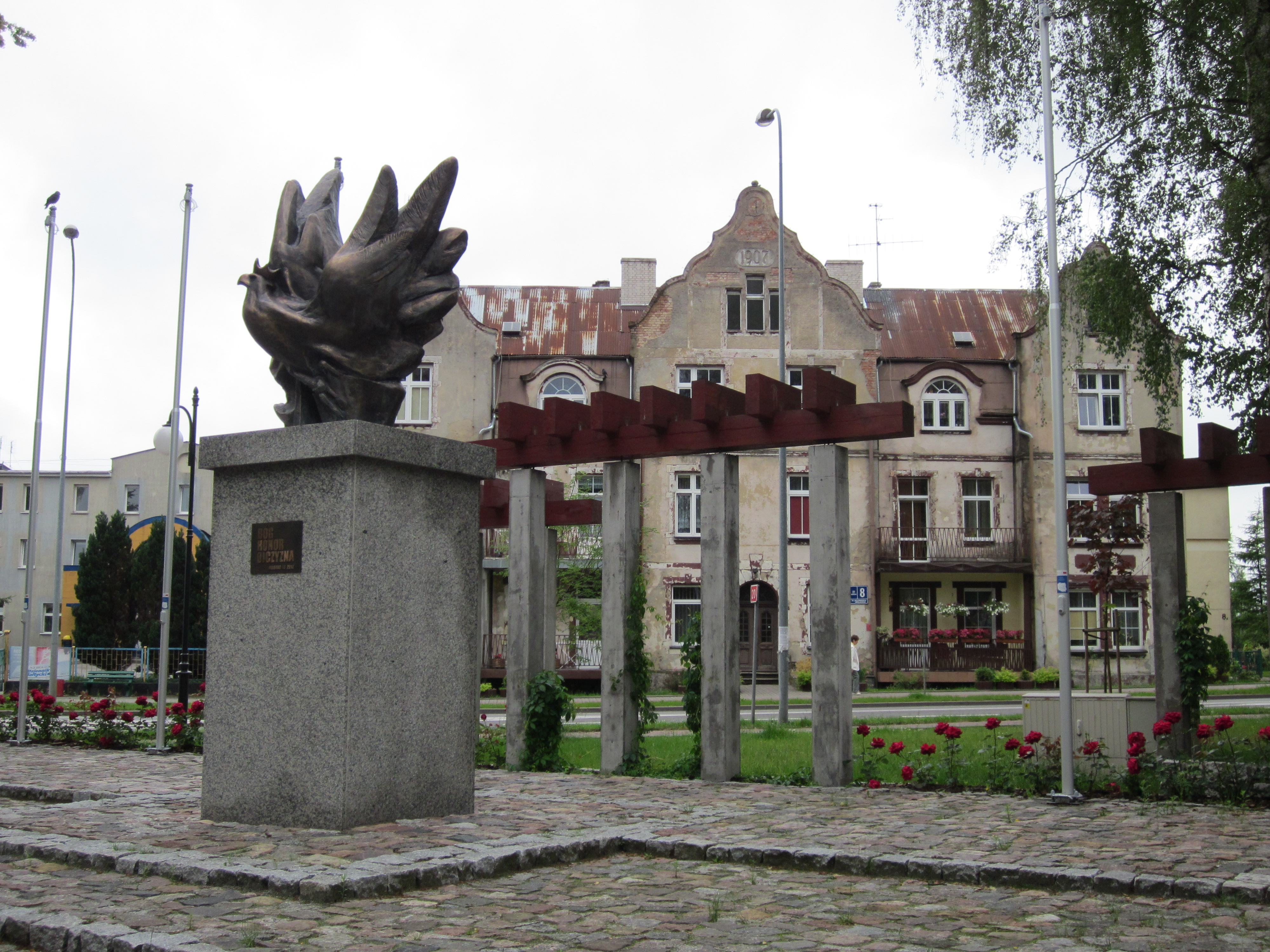
Pomnik Narodu Polskiego

26 sierpnia 1939 r. ogłoszono w Miastku stan wojenny. Podczas II wojny światowej polska organizacja konspiracyjna Odra obserwowała niemiecką działalność gospodarczą w Miastku. Niemcy utworzyli w mieście trzy podobozy pracy przymusowej obozu jenieckiego Stalag II B. W styczniu 1945 r. przez Miastko przeszedł marsz śmierci jeńców alianckich z obozu jenieckiego Stalag XX B. Miastko przetrwało wojnę bez większych zniszczeń, ale zdobyte 3 marca 1945 r. przez żołnierzy radzieckich doznało z ich ręki zniszczeń sięgających 70% istniejących w mieście budowli. Już 14 marca 1945 r. utworzono powiat miastecki. Reforma z 1946 r. umieściła Miastko w województwie szczecińskim, z kolei w 1950 r. powiat miastecki znalazł się województwie koszalińskim. Następna reforma administracyjna w 1975 r. zniosła podział na powiaty i umieściła Miastko w województwie słupskim. Rok 1998 przyniósł w Miastku powstanie Społecznego Komitetu Obrony Powiatu Miasteckiego i wielkie protesty, mimo których po kolejnej reformie w 1999 r. Miastko pozostało jedynie gminą i znalazło się w powiecie bytowskim.
W 2009 r. rozpoczęto w Miastku emisję dukatów lokalnych, które nazwano rummelami. W 2012 roku ukazała się książka Miejsko-Gminnego Ośrodka Kultury pt. „Historia i Kultura Ziemi Miasteckiej i okolic”.

### Toponimia

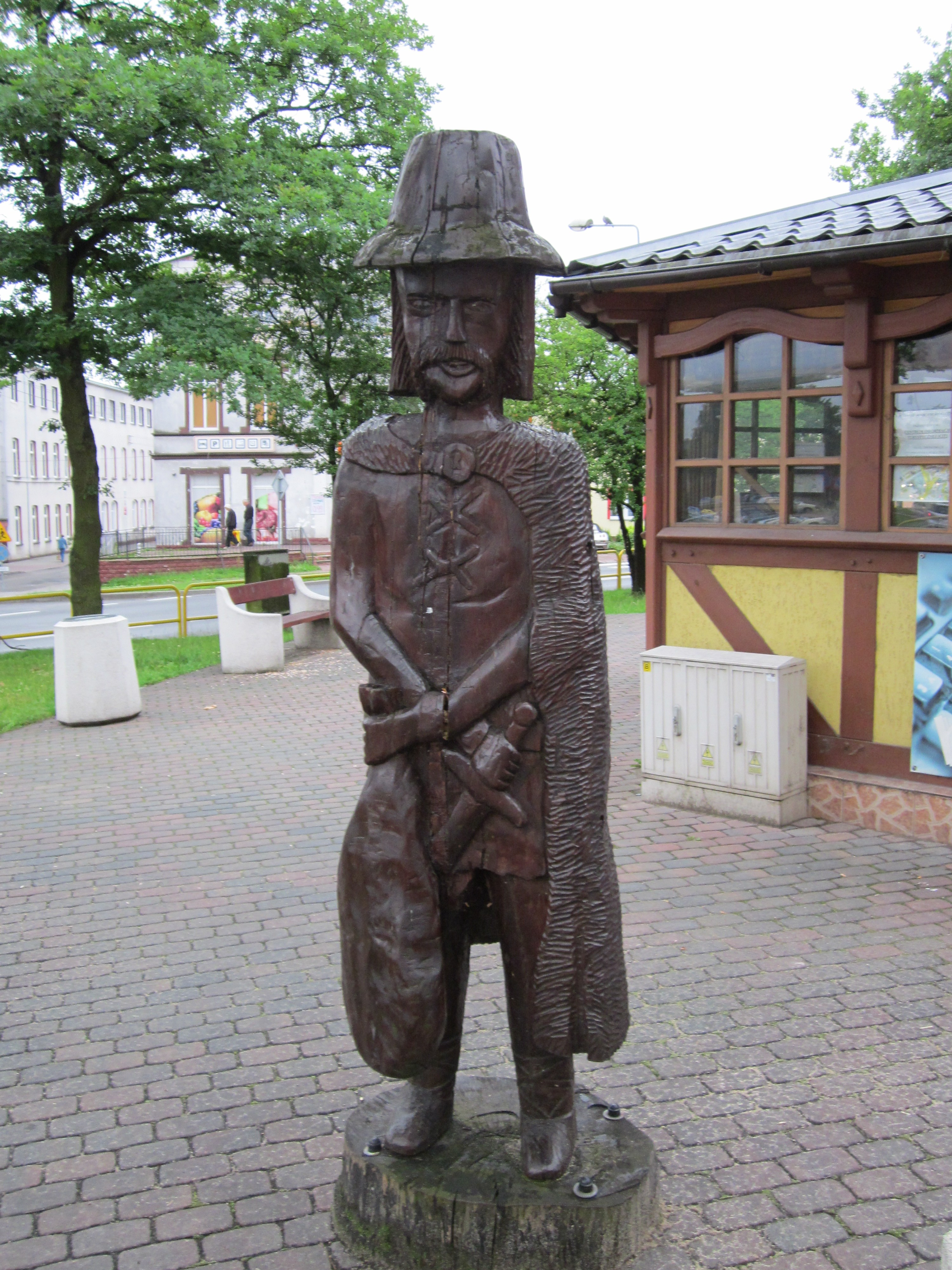
Rzeźba zbója Rummela

Niemiecka nazwa Miastka – Rummelsburg, jak głosi legenda, pochodzi od imienia pomorskiego rozbójnika Rummela, grasującego w dawnych czasach w okolicach dzisiejszego Miastka. Rodzina von Massow miała zaoferować Rummelowi na własność taki obszar ziemi, jaki zdoła od wschodu do zachodu słońca przejechać konno, o ile rozbójnik zaprzestanie swej działalności. Na ziemiach przekazanych Rummelowi miał powstać Rummelsburg, czyli Miastko.
Polska nazwa miasta nawiązuje do użytego 25 listopada 1506 przez Bogusława X określenia Stedken, czyli miasteczko. Polska nazwa Miastko używana była przez polskich kartografów i źródła encyklopedyczne. Zarządzenie Ministrów: Administracji Publicznej i Ziem Odzyskanych z 7 maja 1946 ustaliło dla pomorskiego miasta o dotychczasowej nazwie (niemieckiej) Rummelsburg, nazwę Miastko z „przypadkiem II – ‘Miastka’ i przymiotnikiem 'miastecki'”.
Na przestrzeni wieków herb ulegał częstym zmianom. W XVII w. miasto wprowadziło w pieczęci pruskiego orła. W końcu XIX w. nowe pieczęcie miejskie mają raz tarczę z poprzecznym strumieniem, raz z rosnącym gryfem. Zarząd miasta Rummelsburg posiadał do wybuchu II wojny światowej owalną pieczęć z rosnącym gryfem nad tarczą. Herb powiatu Rummelsburg został zaprojektowany przez prof. Otto Huppa z Monachium i zatwierdzony dekretem pruskiego ministra państwowego w dniu 5 marca 1932 r. W obrazie tym na srebrnym tle czerwony gryf trzyma w szponach niebieską kosę osadzoną w żółtej rękojeści.

### Ważne wydarzenia
- 7–9 kwietnia 1627 – podczas wojny polsko-szwedzkiej wojska płka Mikołaja Moczarskiego (3 chorągwie) przebywały w Miastku i najbliższych okolicach[17].
- 20 stycznia 1807 – w dobie wojen napoleońskich do Miastka wkroczyły polskie jednostki wojskowe w sile pięciuset żołnierzy pod dowództwem gen. Hipolita Trzebuchowskiego[18].
- 28 października 1892 – Otto von Bismarck spotkał się z mieszkańcami Miastka i powiatu oraz wygłosił przemówienie na miejskim rynku[19]
- 3 marca 1945 – Miastko zostaje zajęte przez oddziały 19 armii II Frontu Białoruskiego (po wojnie dla upamiętnienia tego faktu ku czci żołnierzy radzieckich wzniesiono pomnik u zbiegu ulic: Dworcowej, Grunwaldzkiej i Kazimierza Wielkiego)[20].
- 29 października 1947 – do Miastka przybył z wizytą duszpasterską prymas Polski kard. August Hlond[21].
- 30 maja 1980 – Miastko wizytowali Edward Gierek oraz premier Edward Babiuch, którzy odwiedzili miastecką Fabrykę Rękawiczek i Odzieży Skórzanej, a także podmiastecką Koczałę i Świerzenko[22]
- 29 października 2010 – prezydent RP Bronisław Komorowski spotkał się w sali koncertowej miasteckiej szkoły muzycznej z samorządowcami[23]
- 15 marca 2014 – spotkanie mieszkańców Miastka z Jarosławem Kaczyńskim w siedzibie domu kultury[24]
- 16 grudnia 2015 – miastkowianin Mariusz Łuczyk został powołany na stanowisko wicewojewody pomorskiego.
- 13 kwietnia 2017 – 100-lecie miasteckiej parafii pw. NMP Wspomożenia Wiernych, obchodzone przez cały rok[25]
- Rok 2017 – obchody 400 lat potwierdzenia praw miejskich[26].
- 11 marca 2021 – pochodzący z Miastka prof. Piotr Hofmański został prezesem Międzynarodowego Trybunału Karnego w Hadze.
- 3 kwietnia 2022 – referendum lokalne w sprawie odwołania burmistrza Miastka. Mieszkańcy Miastka odwołali burmistrza w referendum przy 33,19% frekwencji[27].

## Architektura

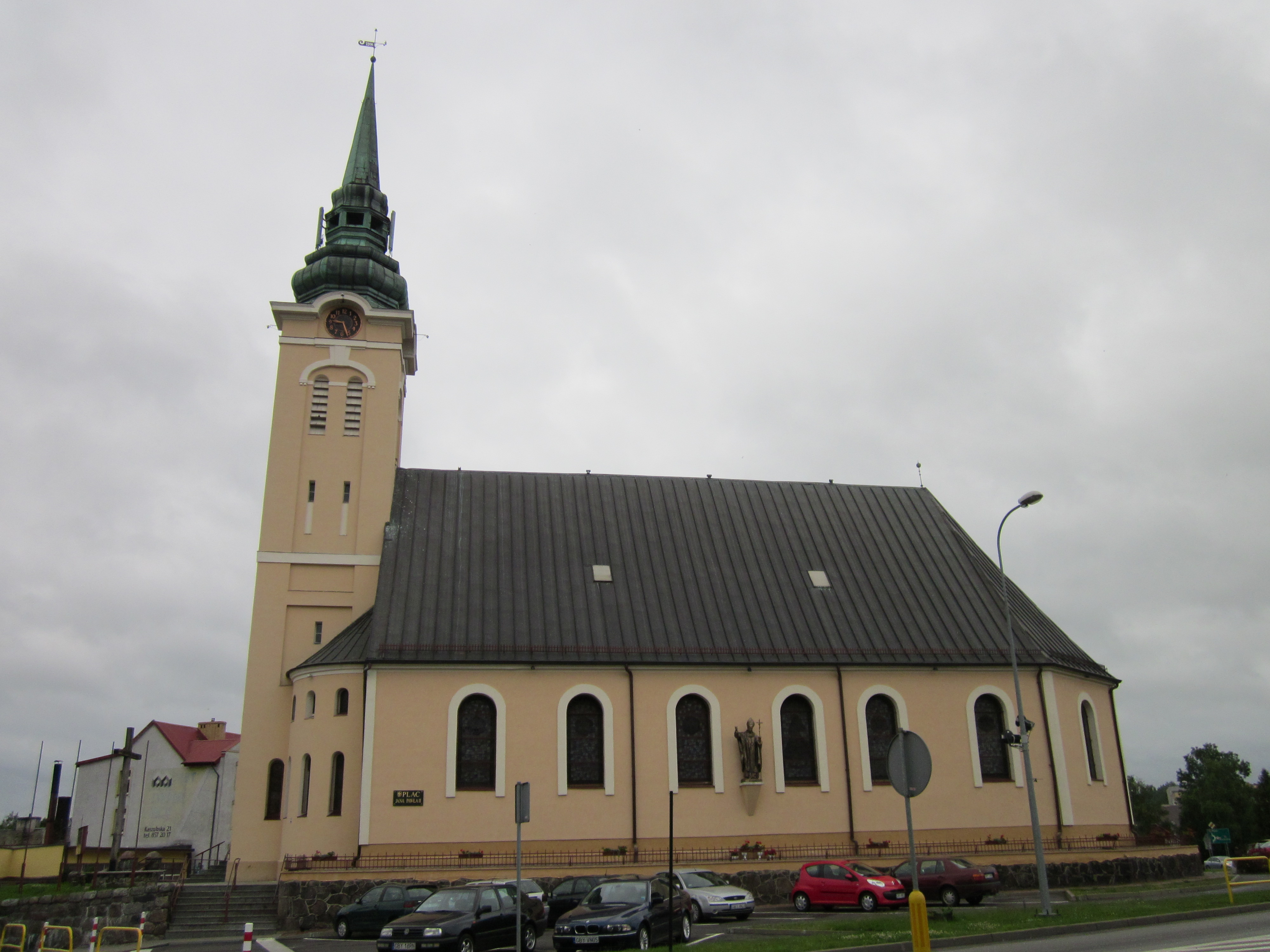
Kościół NMP Wspomożenia Wiernych

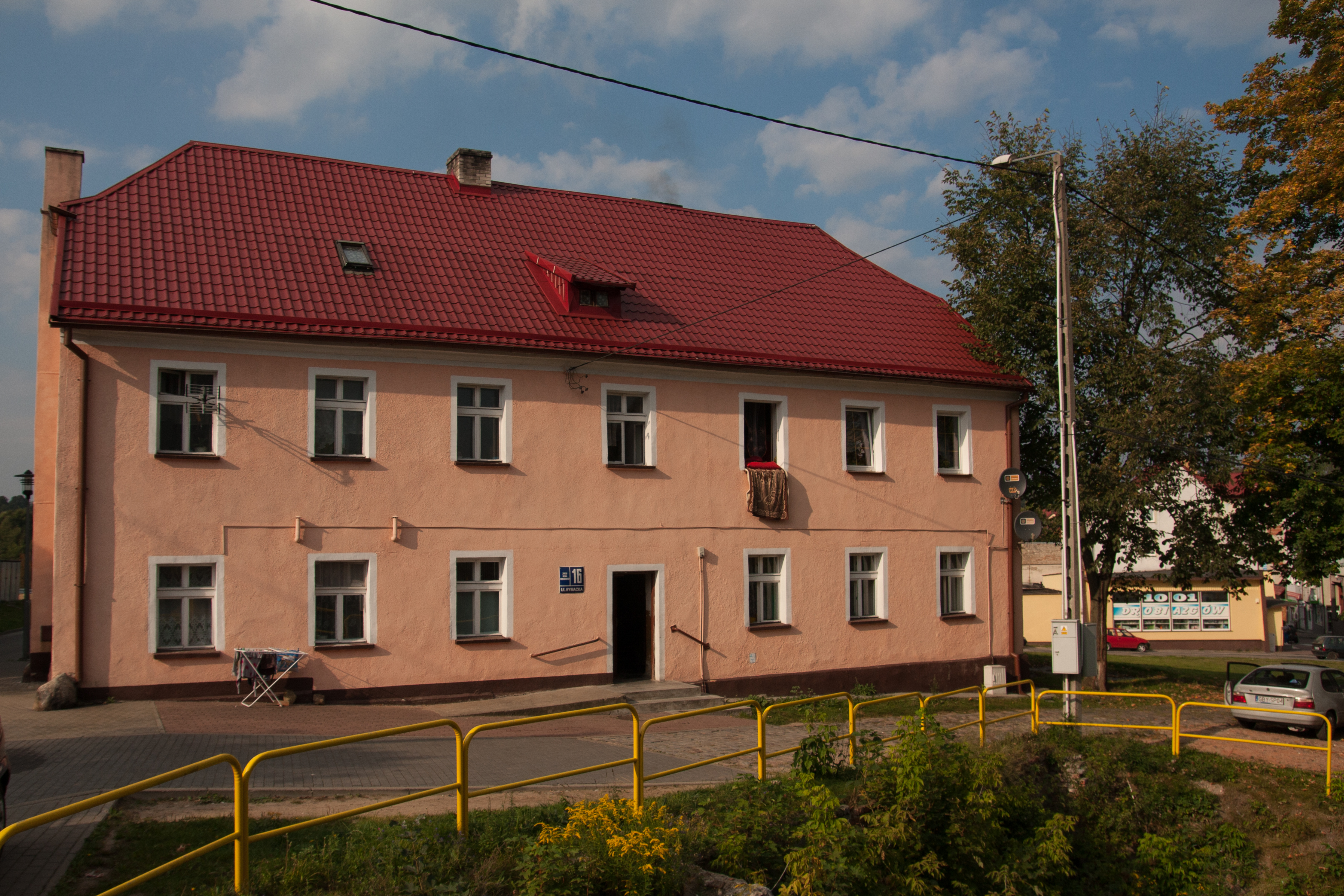
Budynek gospodarczy – ul. Rybacka 16

Lista zabytków rejestrowanych (chronionych prawem):
- kościół parafialny NMP Wspomożenia Wiernych – budowla późnobarokowa z 1730 r.
- budynek gospodarczy (dzisiejsza ul. Rybacka 12/16)

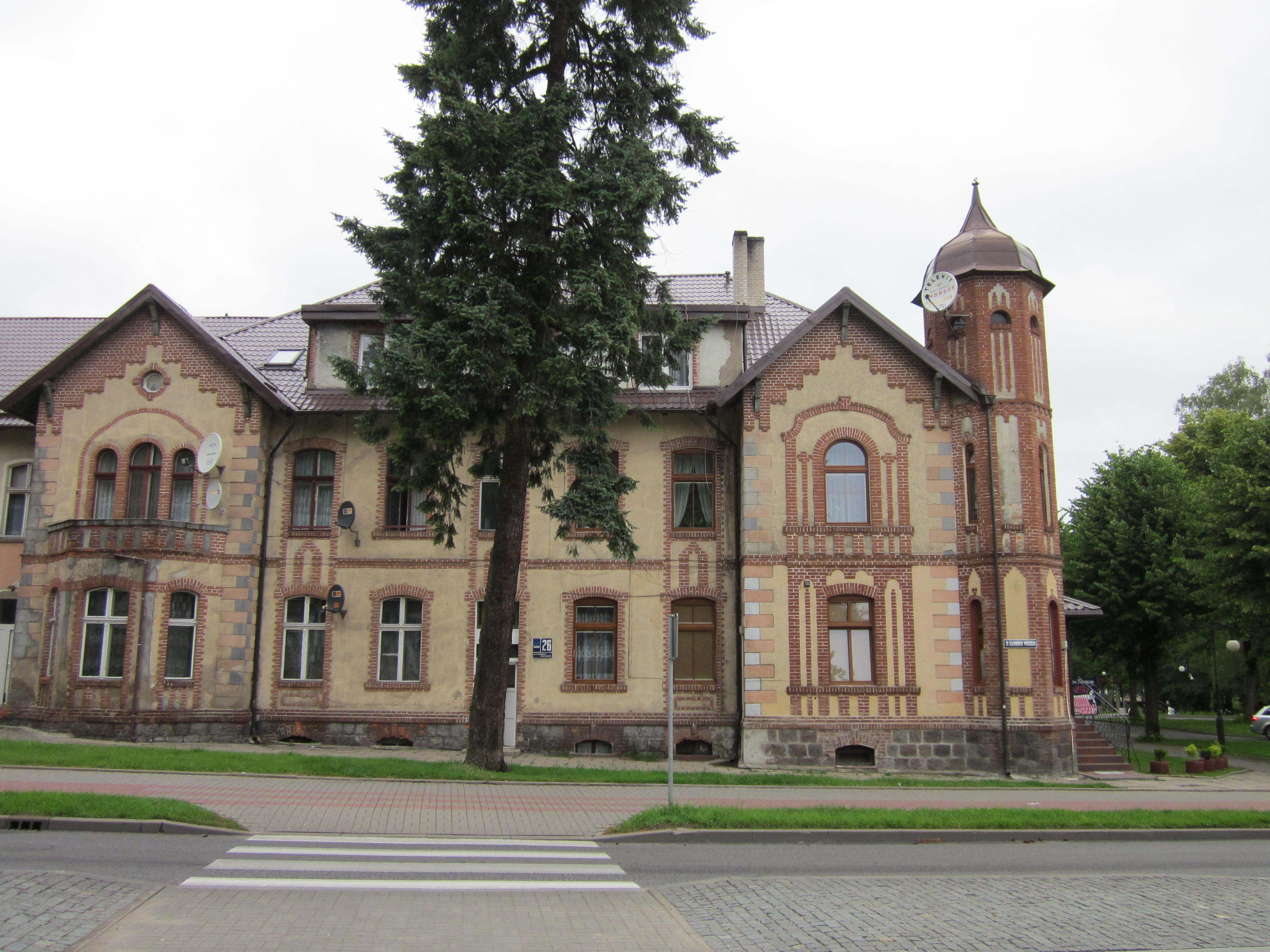
Przykład starej zabudowy mieszkaniowej Miastka

Lista obiektów o walorach historycznych:
- cerkiew greckokatolicka pw. św. Włodzimierza i Olgi, przy dzisiejszej ul. Rybackiej – wybudowany w 1905 r. dom, adaptowany w latach 80. XX w. na świątynię greckokatolicką
- kamienice przy dzisiejszych ulicach Armii Krajowej (kamieniczki z początku XX w.), Dworcowej (kamieniczki z lat 1923–1924), Kazimierza Wielkiego (Dom Pomorski – były hotel, dom nr 2 z początku XX w., dom nr 28 szachulcowo-murowany z końca XIX w.), Koszalińskiej (kamieniczki z secesyjnymi elewacjami z początku XX w.) i Słowackiego (kamieniczki z XIX w.)
- wzniesiony tuż przed I wojną światową neogotycki budynek sądu z czerwonej cegły, połączony z Państwową Szkołą Muzyczną pierwszego stopnia im. Fryderyka Chopina (dzisiejsza ul. Armii Krajowej)
- budynek poczty z początku XX w. (dzisiejsza ul. Armii Krajowej)
- budynek Komendy Rejonowej Policji – neogotycki budynek z czerwonej cegły, w czasach socjalizmu mieściła się w nim siedziba Miejskiej Rady Narodowej i K.P. MO, a przed II wojną światową znajdował się tu Urząd Skarbowy i Celny
- neogotycki ceglany budynek dworca kolejowego z 1904 r. przy dzisiejszej ulicy Dworcowej
- kolejowa stacja wodna z 1900 r.
- wieża ciśnień na Zatorzu
- budynek Przedszkola nr 1 – otynkowany budynek szachulcowy z XVIII w.
- budynek Szkoły Podstawowej nr 1 – w okresie międzywojennym była tu Szkoła Miejska – podstawowa i średnia
- budynek Zespołu Szkół Ogólnokształcących – budynek dawnej Królewskiej Szkoły Tkackiej, gdzie w latach 1814–1873 kształcili się sukiennicy; w latach 1876–1920 mieścił się tu Zakład Przygotowujący do Stanu Nauczycielskiego; po II wojnie światowej w budynku rozpoczęło swoją działalność liceum ogólnokształcące; w latach 70. XX wieku dokonano modernizacji siedziby liceum – w ramach Społecznego Funduszu Budowy Szkół i Internatów dobudowano jedno piętro i salę gimnastyczną wraz z zapleczem
- okazały budynek starego młyna gospodarczego z początku XX w.
- Fabryka sukiennicza Ludwiga Ferdynanda Klatta – przy dzisiejszej ul. Fabrycznej. Założona w 1856 r.[28] W budynkach fabrycznych od roku 1962 działała Fabryka Rękawiczek i Odzieży Skórzanej. Później znajdowała się tam prywatna fabryka konfekcji skórzanej do 2008 roku.
- Fabryki sukiennicza Meschkego założona została w 1866 r. Budynek umiejscowiony był na zakręcie dzisiejszej ulicy Bolesława Chrobrego. Po II wojnie światowej wyposażenie fabryki Meschkego wywieziono w głąb ZSRR jako trofeum wojenne, a w budynkach umieszczono fabrykę mebli. Na początku XXI wieku zabytkowe zabudowania zostały zburzone[28]
- Fabryka sukiennicza Neumanna – pozostałości po kompleksie budynków na dzisiejszej ul. Zielonej po byłej fabryce sukienniczej Neumanna; fabrykę sukienniczą Neumanna założono w 1845 r. (była to już trzecia fabryka, jaką w owych czasach posiadało Miastko); fabryka spłonęła latem 1945 roku[28]
- 5-metrowy cokół pomnika w parku przed Urzędem Miasta i Gminy – po I wojnie światowej na cokole stał odsłonięty w 1926 r. pomnik upamiętniający poległych żołnierzy autorstwa Emila Cauera Młodszego przedstawiający rycerza w zakonnym płaszczu[29]. W latach 60. XX w. decyzją Prezydium Powiatowej Rady Narodowej sylwetkę rycerza usunięto z cokołu, a w jej miejsce umieszczono piastowskiego orła białego, zaś u podstawy cokołu – tablicę upamiętniającą Armię Czerwoną z napisem: Chwała wyzwolicielom Ziemi Miasteckiej. 3 III 1945. Na początku lat 90. XX w. tablicę pokryto tynkiem. W 2010 w ramach rewitalizacji parku cokół zdemontowano.
- cokół pomnika za kościołem NMP Wspomożenia Wiernych (od strony prezbiterium) – do końca II wojny światowej na cokole znajdowała się figura Ottona von Bismarcka (świadectwem po dawnym pomniku są widoczne do dziś ślady po wyrytym na cokole napisie). Po wojnie na postumencie umieszczono figurę Chrystusa Króla.

## Podział administracyjny

### Osiedla
Miastko dzieli się na 6 osiedli jako jednostki pomocnicze ponumerowane w kolejności od 1 do 6.
Zwyczajowo osiedla te mają nazwy potoczne:
- Osiedle Północ Osiedle nr 1 – osiedle położone w północnej części miasta przy drodze krajowej nr 21. Od północy i wschodu graniczy z Węgorzynkiem, od południa ze Śródmieściem, a od zachodu z Osiedlem Niepodległości. W znacznej części jest to osiedle domków jednorodzinnych. Częścią tej dzielnicy jest Osiedle Ceglane, które w rzeczywistości jest jedną z ulic miasta. W tej części Miastka znajduje się Szpital Powiatowy, przychodnie lekarskie i Stadion Miejski z boiskiem Orlik 2012, a także Lasek Słupski.
Ulice należące do osiedla: Bogusława X, Czereśniowa, Domowa, Fabryczna, Gościnna, Krótka, Łąkowa, Osiedle Ceglane, Owocowa, Przytulna, Rodzinna, Sadowa, Sąsiedzka, Słoneczna, Słupska, Sportowa, Stolarska, Wiśniowa, Ks. Gen. Wituckiego, Gen. Wybickiego.

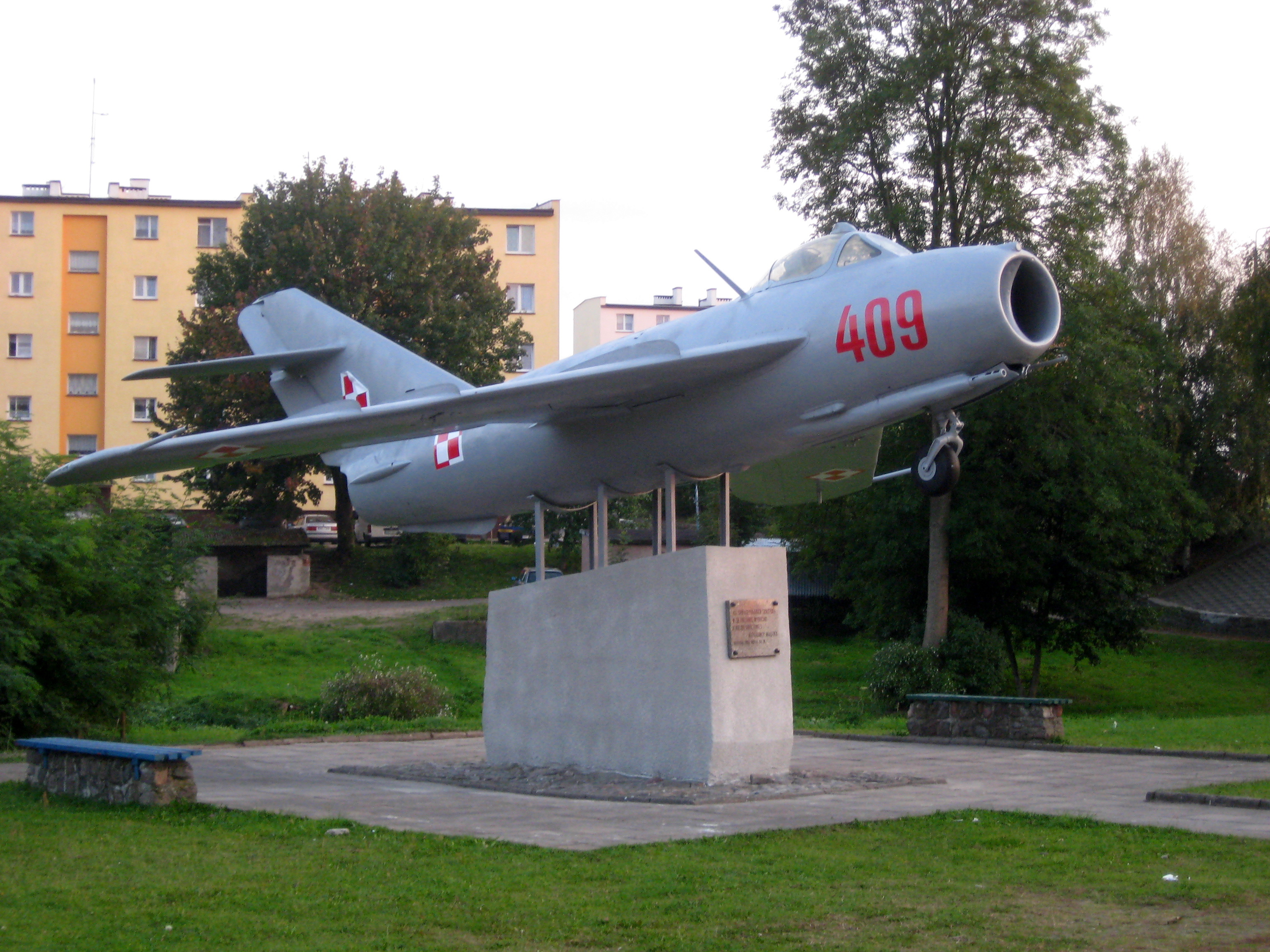
Samolot podarowany miastu przez Mirosława Hermaszewskiego na Osiedlu Gdańskim

- Nad Studnicą Osiedle nr 2 – osiedle położone we wschodniej części miasta przy drodze krajowej nr 20 prowadzącej do stolicy województwa – Gdańska. Od wschodu graniczy z miejscowością Przęsin, na północy z Osiedlem Północ, na zachodzie ze Śródmieściem, a na południu z Pasieką. Na terenie osiedla znajduje się jednostka Państwowej Straży Pożarnej, Miejski Ośrodek Pomocy Społecznej, Przedszkole Miejskie nr 3 oraz filia Środowiskowego Domu Samopomocy z Kościerzyny.

Atrakcją jest na pewno samolot MiG-17 przy ul. Długiej, który miastu podarował Mirosław Hermaszewski. W obrębie dzielnicy znajduje się tzw. Osiedle Marii Konopnickiej, gdzie główną zabudowę stanowią bloki mieszkalne z lat 80. XX w.
Ulice należące do osiedla: Długa, Konopnickiej, Konstytucji 3 Maja, Kowalska, Piastowska, Marsz. Piłsudskiego, Szewska.
- Śródmieście Osiedle nr 3 – najstarsza część Miastka, skupiająca wiele instytucji użytku publicznego. Śródmieście graniczy z Osiedlem Północ, od zachodu z Nowym Miastem, od południa z miejscowością Pasieka, od wschodu z Osiedlem Gdańskim. W centrum znajduje się zabytkowy kościół pw. NMP Wspomożycielki Wiernych, który położony jest przy dawnym Rynku (obecnie przebiega tędy droga krajowa). Oprócz wspomnianej fary, na wzgórzu (najwyższy punkt miasta) znajduje się cerkiew greckokatolicka pw. śś. Włodzimierza i Olgi. W tej dzielnicy mieszczą się ponadto: Urząd Miejski, Starostwo Powiatowe, Prokuratura Rejonowa, Sąd Rejonowy, Powiatowy Inspektorat Weterynarii, Zespół Szkół Ogólnokształcących, Szkoła Muzyczna, Szkoła Podstawowa nr 1 oraz Biblioteka Pedagogiczna. Znajduje się tutaj także Miejski Ośrodek Kultury, Młodzieżowy Dom Kultury, Kino „Grażyna”, a także wiele restauracji, banków, sklepów i miejsc odpoczynku dla mieszkańców, szczególnie Park Miejski. Na terenie osiedla znajduje się stary cmentarz i pierwsze rondo im. dra nauk medycznych Czesława Dąbrowskiego. Przez Śródmieście przepływa rzeka Studnica. Na skraju miasta, w granicach dzielnicy znajduje się Ośrodek Sportu i Rekreacji.
Ulice zaliczane do osiedla: Armii Krajowej, Chopina, Chrobrego, Grunwaldzka, Kazimierza Wielkiego, Królowej Jadwigi, Mickiewicza, Plac Jana Pawła II, Pomorska, Rybacka, Słowackiego, Szkolna, Zielona.
- Osiedle Niepodległości Osiedle nr 4 – jedno z najmłodszych osiedli w mieście. Jego początki sięgają połowy lat 80. XX w. Pierwotnie nosiło nazwę 40-lecia PRL. Po upadku komunizmu zmieniono nazwę osiedla oraz wiele nazw ulic w całym mieście. Położone w centralno-północnej części miasta, graniczące od południa z Nowym Miastem, od północy z miejscowościami Węgorzynko i Łodzierz, od zachodu z Zatorzem, a od wschodu ze Śródmieściem. W zabudowie dominują bloki czteropiętrowe. Na osiedlu znajduje się także kilka domków jednorodzinnych. W tej części miasta znajduje się miasteckie Gimnazjum, dworzec PKP, ogródki działkowe, Biblioteka Publiczna oraz Zespół Szkół Ogólnokształcących i Technicznych – największa szkoła ponadgimnazjalna w mieście.
W skład osiedla wchodzą następujące ulice: Dworcowa, Młodzieżowa, Jaśminowa, Jeziorna, Koszalińska, Ogrodowa, Osiedle Niepodległości, Wrzosowa.

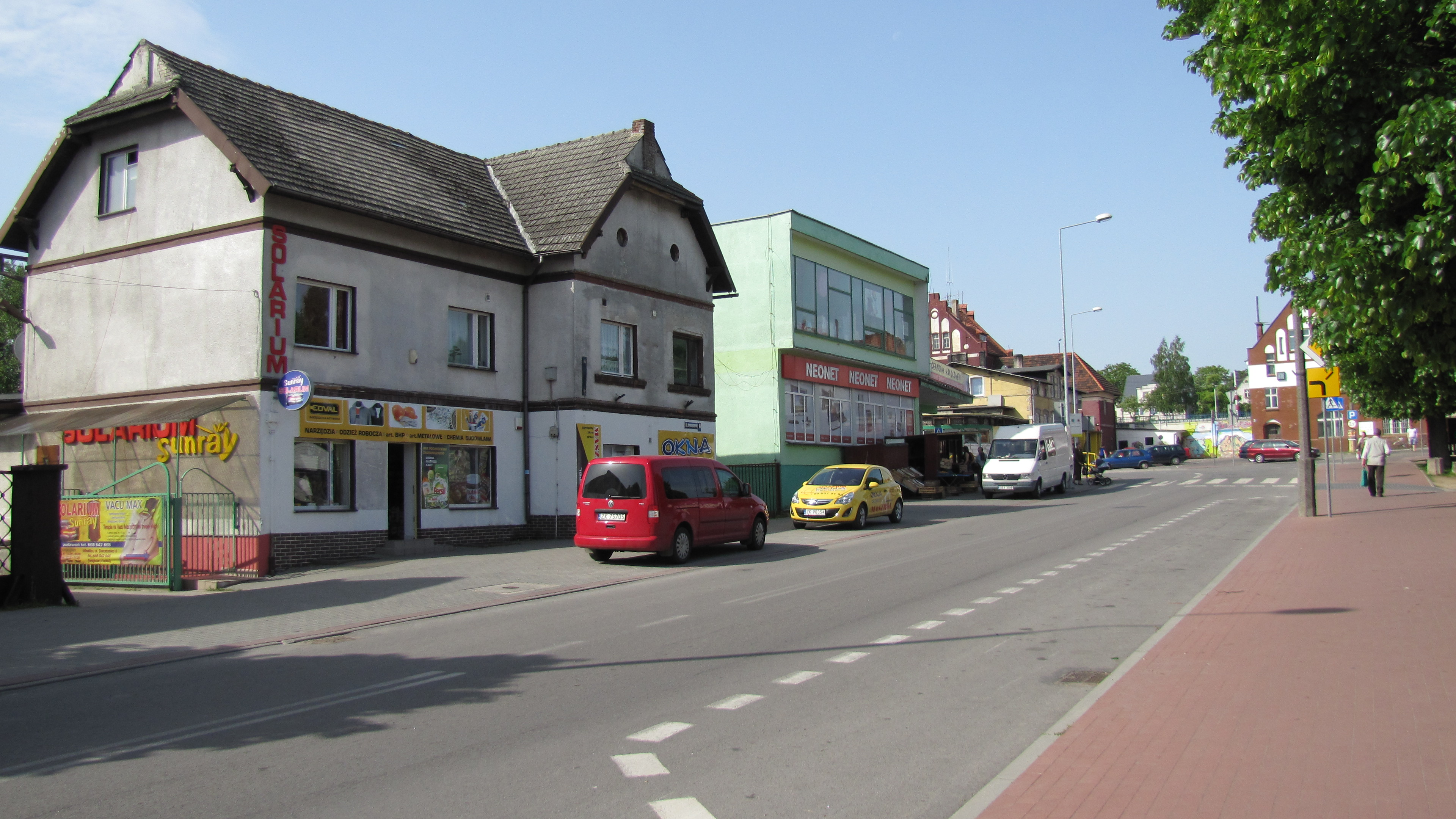
Nowe Miasto – ul. Dworcowa

- Nowe Miasto Osiedle nr 5 – to położone w południowej części miasta osiedle Miastka. Od północy graniczy z Osiedlem Niepodległości, na zachodzie jego granicę wyznacza linia kolejowa Szczecinek – Słupsk, południowa granica jest również granicą miasta z miejscowością Pasieka, a na wschodzie graniczy z najstarszą częścią miasta – Śródmieściem. Miastko rozbudowało się pod koniec XIX w. i na początku XX w. kierunku zachodnim, ze względu na drogę w kierunku dworca kolejowego (obecnie ul. Dworcowa). Ta część miasta charakteryzuje się przemyślanymi miejskimi arteriami, gdzie siedzibę mają: Komisariat Policji, Powiatowy Urząd Pracy, przychodnia lekarska oraz Szkoła Podstawowa nr 2.
W tej części miasta znajduje się także ścieżka przyrodnicza Zielony Ruczaj. W czasach niemieckich rozpoczęto budowę nowego stadionu miejskiego, którą przerwał wybuch wojny. Obecnie znajduje się w tym miejscu plac rekreacyjny.
W skład osiedla wchodzą następujące ulice: Kujawska, Gen. Maczka, Małopolska, Podhalańska, Gen. Sikorskiego, Śląska, Wielkopolska.

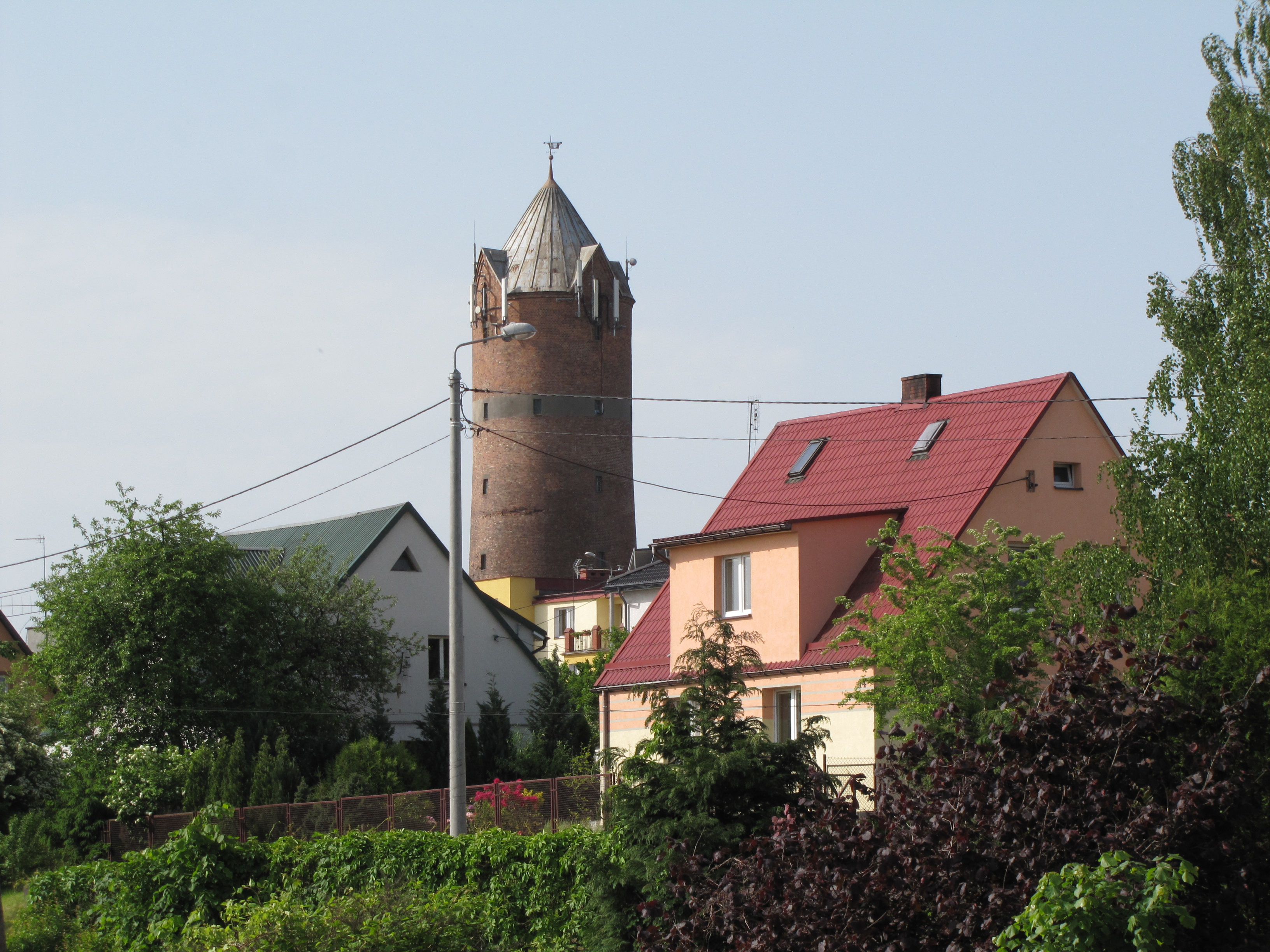
Zatorze – wieża ciśnień

- Zatorze Osiedle nr 6 – osiedle położone w zachodniej części miasta, którego naturalną granicą jest linia kolejowa Szczecinek – Słupsk. Zatorze graniczy z osiedlem Pasieka i miejscowością Łodzierz. Na terenie osiedla znajduje się wiele zakładów przemysłowych i budowlanych. Przy ul. Wieżowej mieści się kościół parafialny pw. Miłosierdzia Bożego.
Składa się z następujących ulic: Gawędy, Górna, Harcerska, Kaszubska, Kolejowa, Kwiatowa, Leśna, Pałucka, Podlaska, Polna, Przyjaciół, Skautów, Wieżowa.

Osiedle podmiejskie
- Pasieka część miejscowości Pasieka bezpośrednio przylegająca do miasta, połączona z Miastkiem infrastrukturą drogową i urbanistyczną. W przyszłości ma to być część Miastka, leżąca w jego granicach i zwana Osiedlem Wyzwolenia, na które składają się domki jednorodzinne.
Ulice należące do osiedla: Brzozowa, Cisowa, Jodłowa, Kaszubska, Klonowa, Lipowa, Sosnowa, Świerkowa, Wiązowa.

## Transport

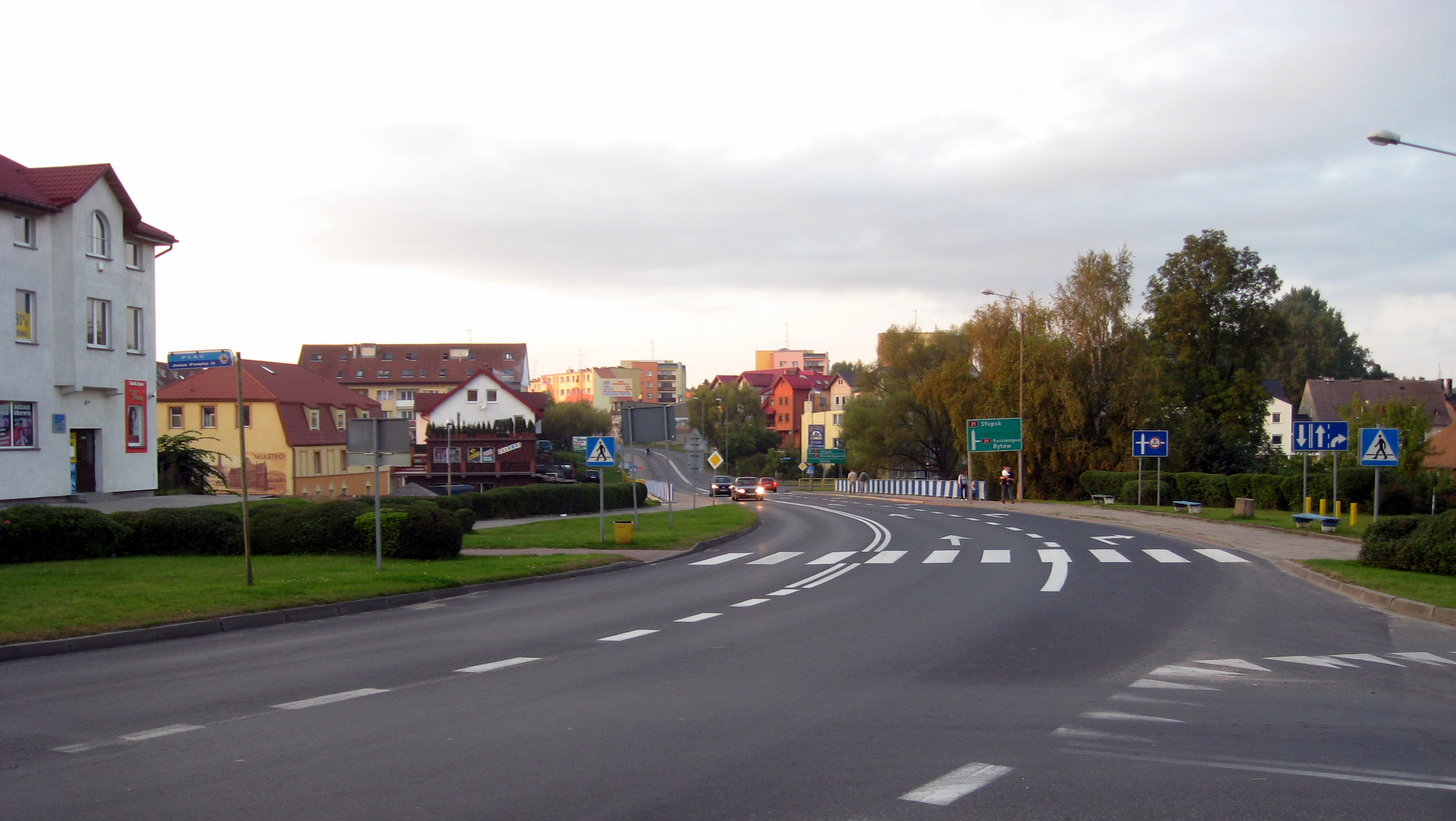
Droga Krajowa nr 21 w kierunku Słupska

Miastko stanowi ważny węzeł drogowy, przez miasto przebiegają drogi krajowe i wojewódzka:
- 20: Stargard – Szczecinek – Miastko – Gdynia
- 21: Miastko – Słupsk – Ustka
- 206: Koszalin – Polanów – Miastko

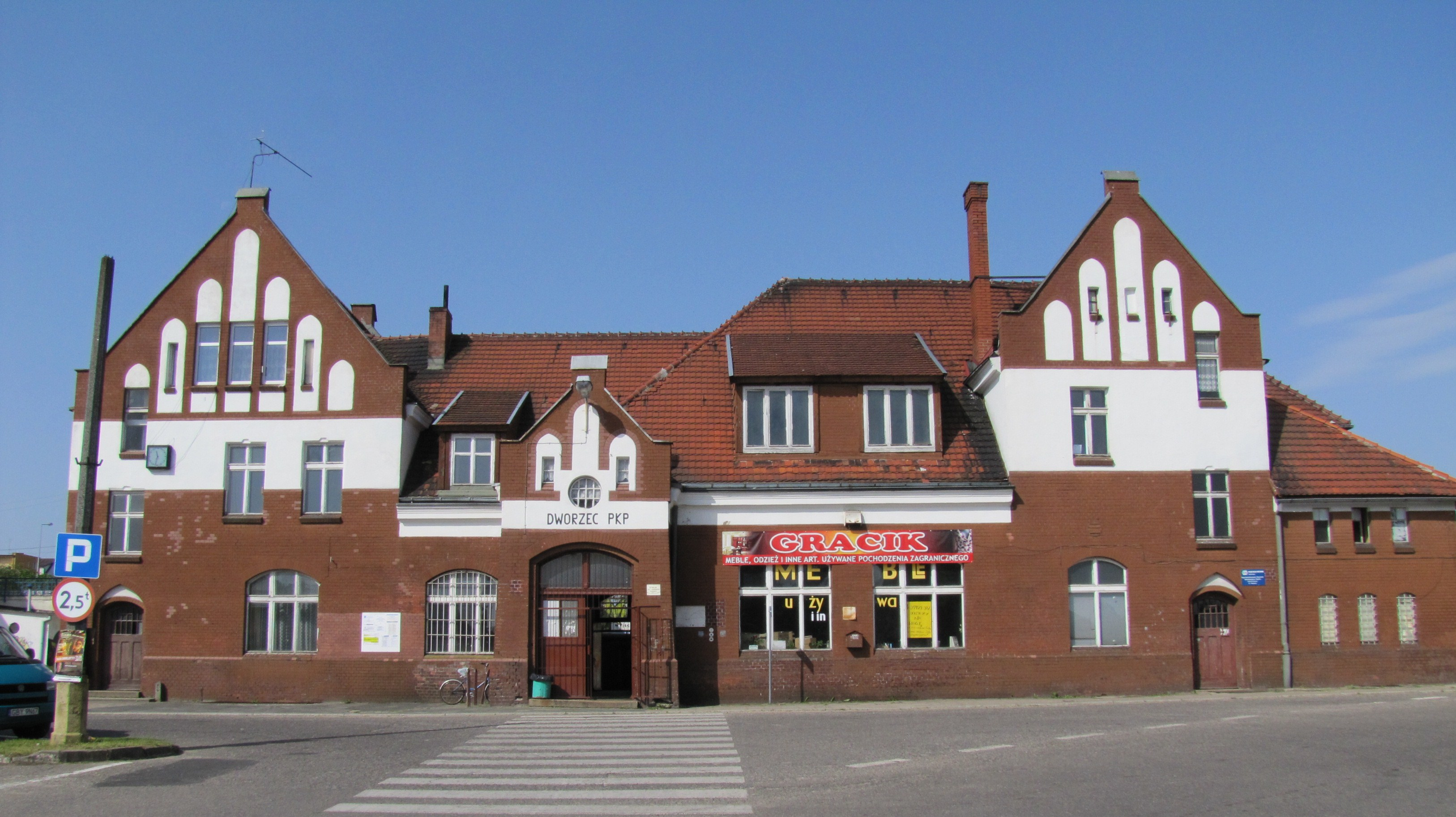
Dworzec kolejowy w Miastku

Przez miasto przebiega także linia kolejowa
- Linia kolejowa nr 405: Piła – Szczecinek – Miastko – Słupsk – Ustka

Kiedyś Miastko stanowiło węzeł kolejowy, lecz linia Bytów – Miastko została rozmontowana i w tej chwili przez Miastko przebiega tylko jedna linia kolejowa.
Według planów z 1941 r. w okolicach Miastka miała przebiegać autostrada (tzw. berlinka) – miała mijać Miastko od południowego zachodu (w okolicach Miłocic do dziś są widoczne pozostałości prac ziemnych przy przecięciu planowanego szlaku autostrady z rzeką Czernicą) w kierunku północnego wschodu, gdzie w okolicach Brzeźna Szlacheckiego miała przecinać ówczesną granicę niemiecko-polską.

## Instytucje

### Oświata

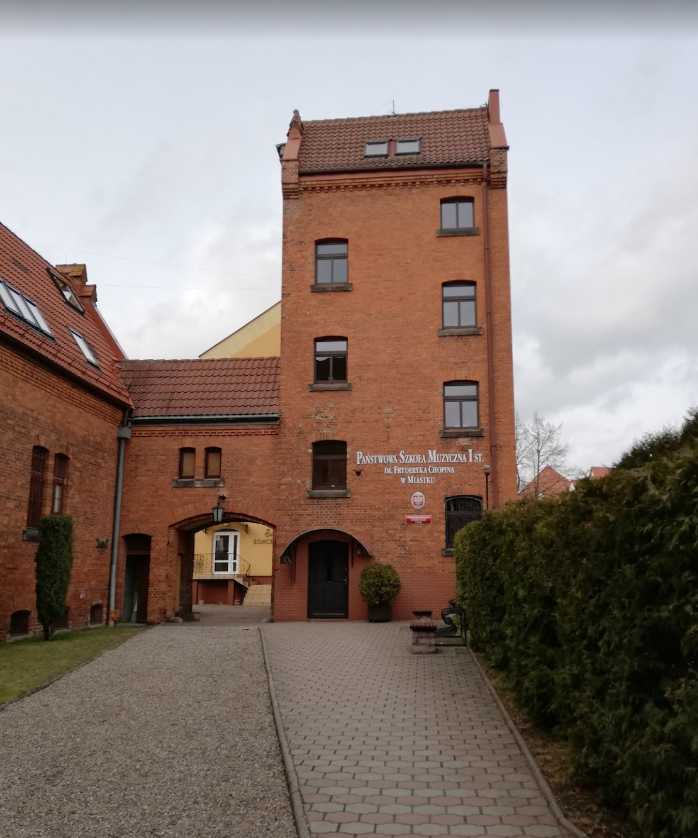
Państwowa Szkoła Muzyczna I st. im. Fryderyka Chopina

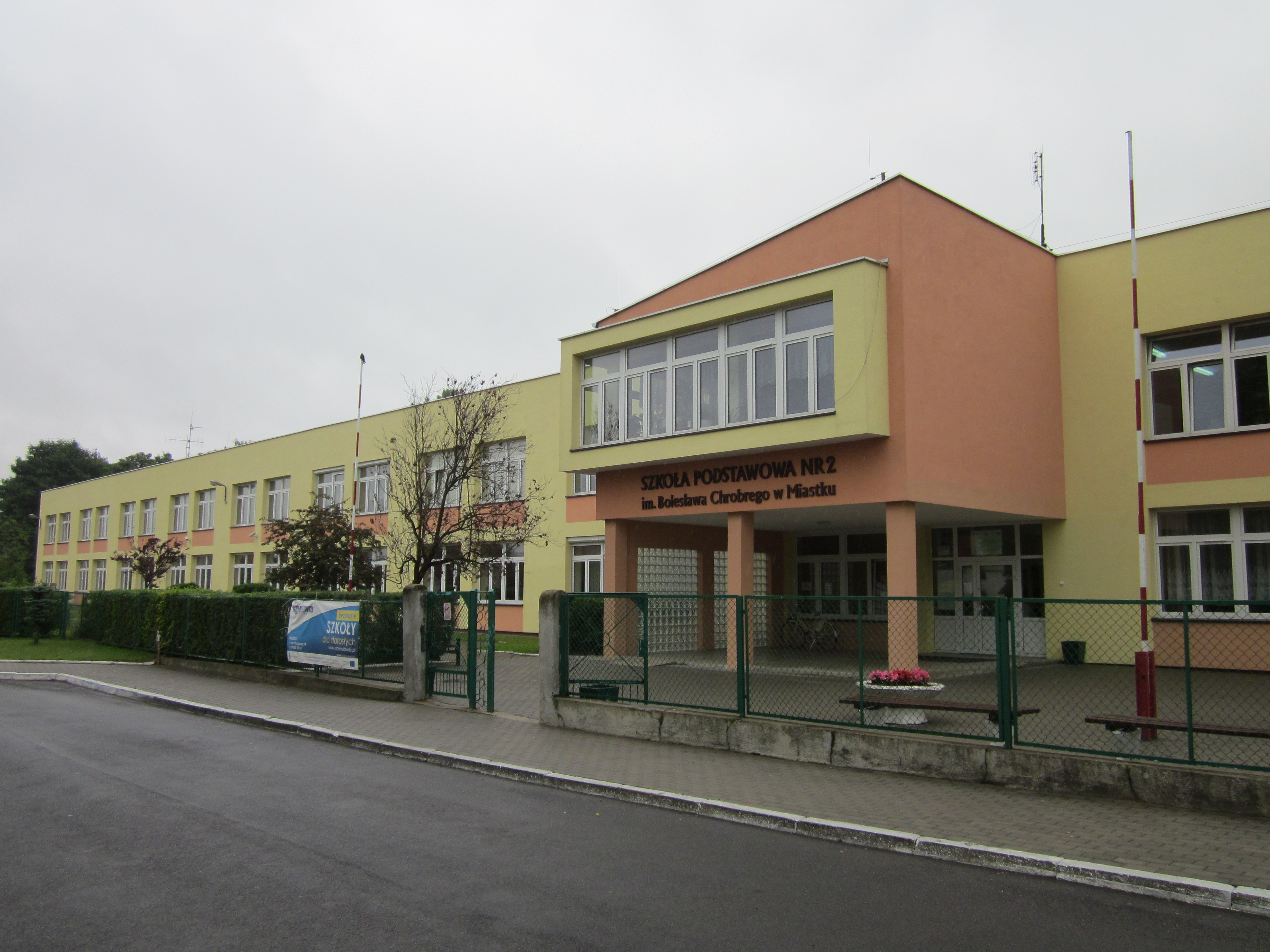
Szkoła Podstawowa nr 2 im. Bolesława Chrobrego

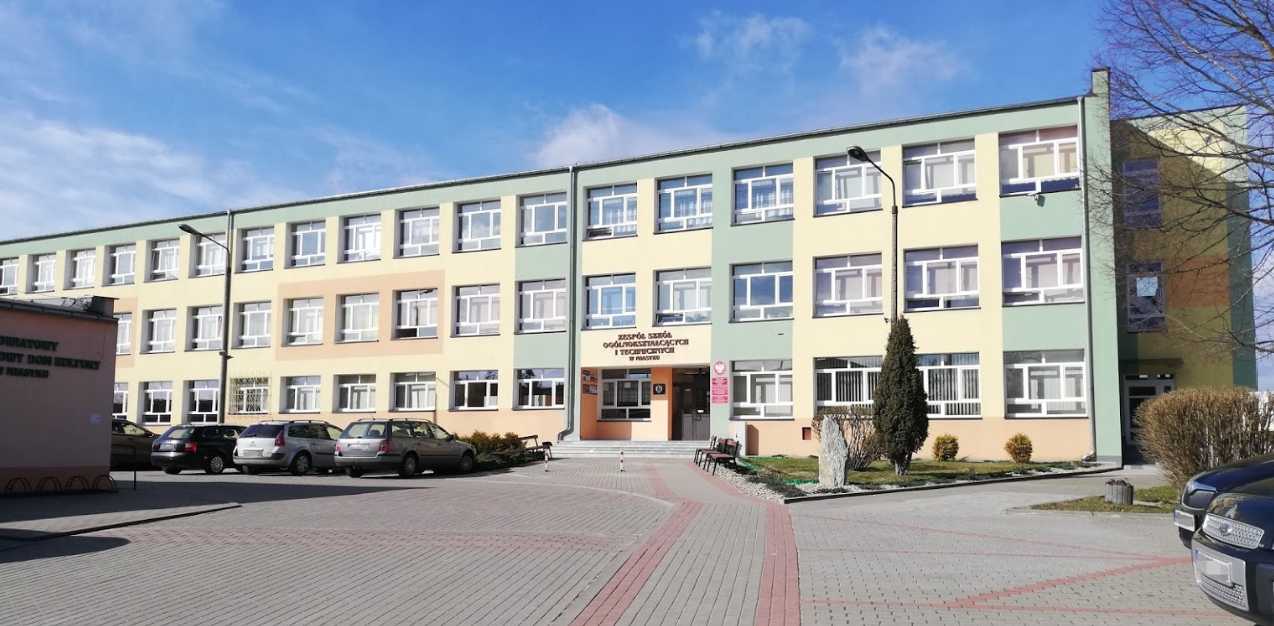
Zespół Szkół Ogólnokształcących i Technicznych

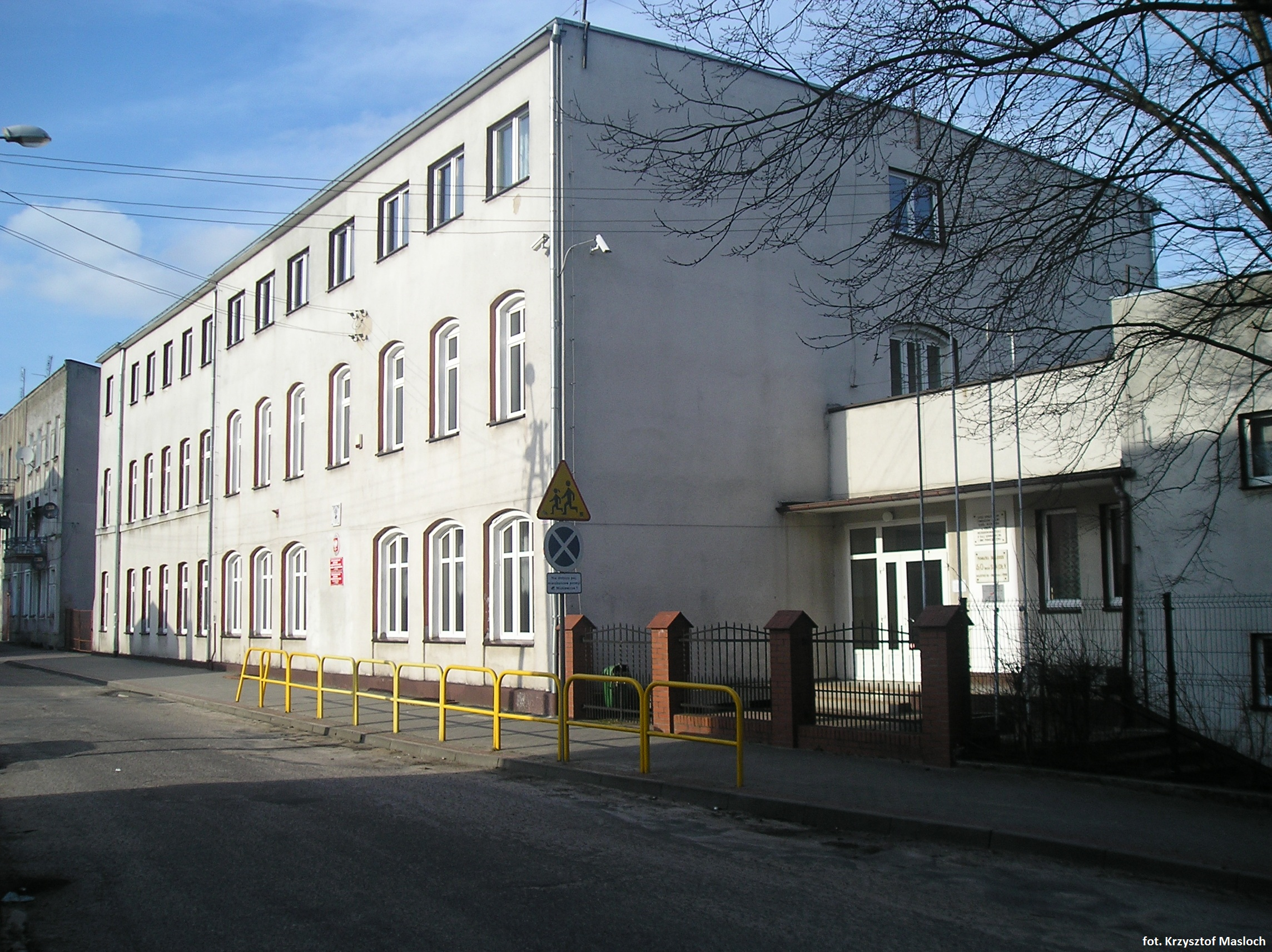
I Liceum Ogólnokształcące im. Adama Mickiewicza

- Przedszkola:
  - Przedszkole nr 1, ul. Bolesława Chrobrego 1
  - Przedszkole nr 3 im. Przyjaciół Stumilowego Lasu, ul. Juliana Tuwima 2
- Szkoły podstawowe:
  - Szkoła Podstawowa Nr 1 im. Mikołaja Kopernika, ul. Bolesława Chrobrego 7
  - Szkoła Podstawowa Nr 2 im. Bolesława Chrobrego, ul. Kujawska 1
  - Szkoła Podstawowa Nr 3 im. Jana Pawła II, ul. Wrzosowa 1
- Szkoły ponadpodstawowe:
  - Zespół Szkół Ponadpodstawowych w Łodzierzy, Łodzierz 11
  - Zespół Szkół Ogólnokształcących i Technicznych im. Wynalazców Polskich w Miastku[32], ul. Młodzieżowa 3
- Szkoła muzyczna:
  - Państwowa Szkoła Muzyczna I Stopnia im. Fryderyka Chopina, ul. Armii Krajowej 30A
- Szkoły dla dorosłych prowadzone przez Prywatne Centrum Edukacyjne „Marmołowski”:
  - Zaoczne Liceum Ogólnokształcące dla Dorosłych
  - Zaoczne Uzupełniające Liceum Ogólnokształcące dla Dorosłych
  - Szkoła policealna prowadząca klasy o kierunkach: technik informatyk, technik administracji, technik rachunkowości[potrzebny przypis]

### Samorząd lokalny
Administracja niemiecka
- burmistrz Miastka (Bürgermeister Rummelsburg i. Pom.)[34]:
  - Nikolaus Bernthal (1721–1735)
  - Franz Christoph von Wittich (1736–1742)
  - Johann Christian Pahlcke (1743–1760)
  - J.B. Schlegel (1761–1763)
  - Dietrich Wilhelm Gronemann (1765–1780)
  - August Friedrich Wittcke (1783–1809)
  - Brauer Cuno (1809–1819)
  - Johann Gottlieb Röhrich (1819–1833)
  - J. E. Kühne (1836–1846)
  - Doherr (1846–1853)
  - Carl Ludwig Viereck (1853–1862)
  - Junge (1862–1870)
  - Hermann Florenz Eduard Zillmer (1870–1902)
  - Emil Kieback (1902–1910)
  - Emil Marx (1910–1919)
  - Paul Lutze (1919–1920)
  - Dr Hermann Relius (1920–1932)
  - Dr. Herbert Kratz (1932–1933)
  - Bruno Motschall (1933–1937)
  - Otto Heese (1937–1942)
  - Karl Schwalm (1942–1943)
  - Wilhelm Strehlow (1943–1945)

Administracja polska
- burmistrz Miastka:
  - Adam Kozierowski (VI_XII 1945)[35][36]

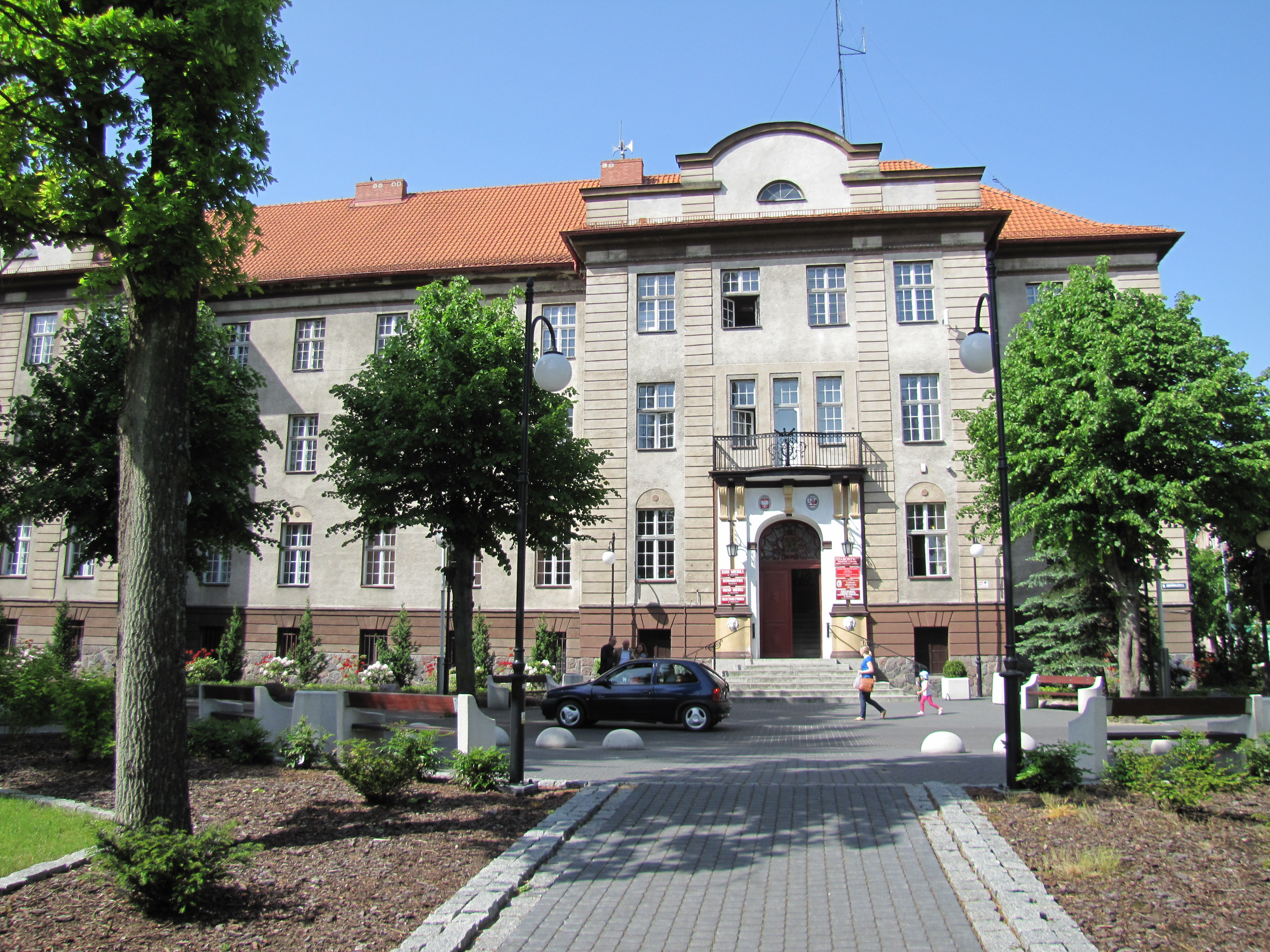
Budynek Urzędu Miejskiego

  - Bernard Brzozowski (XII 1945-VIII 1946)[37]
  - Karol Zieleń (VIII 1946–1950)[37]
- przewodniczący Miejskiej Rady Narodowej
  - Marcin Łada (1950–1958)[38]
  - Tomasz Rosołek (1958–1961)[38]
  - Jan Ilkiewicz (1961–1965)[38]
  - Jan Lipiński (1965)[38]
  - Tadeusz Markowski (1965)[38]
  - Edward Kuligowski (1965–1969)[38]
  - Tadeusz Dziurzyński (1969–1970)[38]
  - Józef Skowron (1970–1973)[38]
- naczelnik miasta i gminy:
  - Jan Trzaskarz (1973–1976)[39]
  - Stanisław Rutkowski (1976–1978)[39]
  - Tadeusz Domino (1978-19??)[39]
  - Henryk Szarbiewski (1986–1990)[40]
- burmistrz miasta i gminy:
  - Henryk Szarbiewski (1990–1994)
  - Mirosław Hapka (1994–1998)
  - Jan Ponulak (1998–2002)
  - Roman Ramion[b] (2002–2018)
  - Danuta Karaśkiewicz[c] (2018–2022)[41]
  - Renata Kiempa p.o. (2022)[42]
  - Witold Zajst[d] (2022–2024)[43][44]
  - Jerzy Wójtowicz (od 2024)[45]
- przewodniczący Rady Miejskiej:
  - Rajmund Rutkowski (1990–1994)
  - Zbigniew Batko (1994–2002)
  - Ryszard Mieczkowski (2002–2006)
  - Dariusz Zabrocki (2006–2010)
  - Tomasz Borowski (2010–2014)
  - Jan Basara (2014–2018)
  - Tomasz Borowski (od 2018)

### Media lokalne
Do 1945
- „Rummelsburger Zeitung” 1886–1932
- „Rummelsburger Kreisblatt” 1876-1934[47]. Historyczne numery tego pisma można znaleźć na stronach Bałtyckiej Biblioteki Cyfrowej[48]
- „Nachrichtenblatt des Kreislandbundes Rummelsburg” 1924–1928
- „Rummelsburger Kreiskalender” 1925–1941

Po 1945
- „Gazeta Miastecka” 1998–2000
- „Życie Miastka” 2000–2004
- „Tygodnik Krainy Miasteckiej” 2002–2004
- „Kurier Miastecki” od 2011
- „Tygodnik Miastecki” od 2014
- „Gazeta Miastecka” od 2017

## Wspólnoty wyznaniowe
Na terenie Miastka działalność religijną prowadzą następujące Kościoły i związki wyznaniowe:
- Kościół rzymskokatolicki (dekanat Miastko):
  - parafia NMP Wspomożenia Wiernych
  - parafia Miłosierdzia Bożego
- Kościół greckokatolicki:
  - parafia pw. św. Włodzimierza i Olgi (cerkiew św. Włodzimierza i Olgi)[49]
- Kościół Zielonoświątkowy w RP:
  - zbór w Miastku[50]
- Świadkowie Jehowy:
  - zbór Miastko (Sala Królestwa ul. Owocowa 3A)[51]

### Nieistniejące
- Pomorski Kościół Ewangelicki:
  - Parafia w Miastku (nieistniejąca)
- Judaizm (synagogi nieistniejące):
  - Stara Synagoga w Miastku (1818–1848)
  - Nowa Synagoga w Miastku (1848–1937)

#### Cmentarze

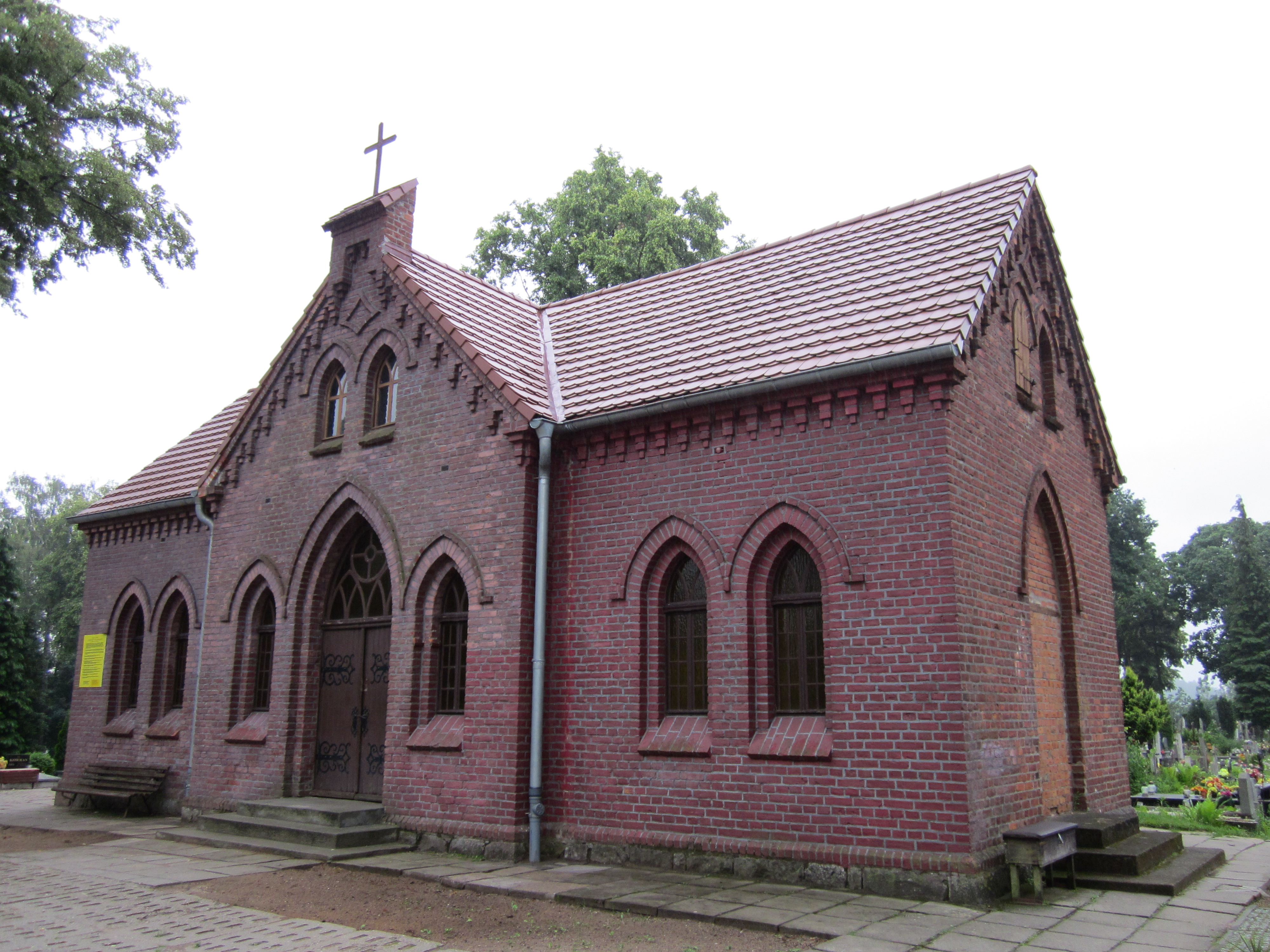
Kaplica cmentarna na Cmentarzu Centralnym

- Cmentarz Centralny przy ul. Kazimierza Wielkiego w Miastku (od 1896)
- Cmentarz Komunalny w Miastku-Łodzierzy (od 2000)
- Cmentarz przykościelny (do 1806), (nieistniejący)
- Cmentarz Północny przy ul. J. Piłsudskiego (1806–1934), (nieistniejący)
- Cmentarz żydowski (nieistniejący)

## Bezpieczeństwo
O bezpieczeństwo w Miastku dbają następujące instytucje zlokalizowane na terenie miasta:
| Rodzaj Służby | Służba                  | Jednostki                                   | Adres                         |
| ------------- | ----------------------- | ------------------------------------------- | ----------------------------- |
| Ratownicza    | Państwowa Straż Pożarna | Jednostka Ratowniczo-Gaśnicza (JRG) Miastko | ul. Konstytucji 3 Maja 2      |
| Ratownicza    | Pogotowie Ratunkowe     | Stacja Pogotowia Ratunkowego                | ul. Sikorskiego 1             |
| Ratownicza    | Szpital                 | Szpital Miejski w Miastku                   | ul. gen. Józefa Wybickiego 30 |
| Porządkowa    | Policja                 | Komisariat Policji w Miastku                | ul. Sikorskiego 3             |
| Porządkowa    | Straż Miejska           | Straż Miejska w Miastku                     | ul. Grunwaldzka 1             |

## Miasta partnerskie
- Anklam (NRD) współpraca miała miejsce przed 1989 – partnerstwa nigdy oficjalnie nie zakończono[52]
- Bad Fallingbostel (Niemcy)
- Périers (Francja)
- Cytowiany (Litwa)[53]
- Sopot (Polska)

## Przynależność administracyjna

### Cywilna
| Okres     |                                               | Państwo                      | Zwierzchność                                                        | Jednostka administracyjna                             |
| --------- | --------------------------------------------- | ---------------------------- | ------------------------------------------------------------------- | ----------------------------------------------------- |
| 1335–1368 |                                               | Księstwo wołogoskie          | Księstwo wołogoskie                                                 | b.d.                                                  |
| 1368–1390 |                                               | Księstwo słupskie            | Księstwo słupskie                                                   | b.d.                                                  |
| 1390–1474 |                                               | Księstwo słupskie            | Korona Królestwa Polskiego                                          | b.d.                                                  |
| 1474–1478 |                                               | Księstwo słupskie            | Księstwo pomorskie                                                  | b.d.                                                  |
| 1478–1637 |                                               | Księstwo pomorskie           | Święte Cesarstwo Rzymskie                                           | b.d.                                                  |
| 1637–1657 | Szwecja                                       | Królestwo Szwecji            | Królestwo Szwecji                                                   | Pomorze Szwedzkie                                     |
| 1657–1701 |                                               | Brandenburgia-Prusy          | Święte Cesarstwo Rzymskie                                           | prowincja Pomorze, okręg Słupsk-Sławno                |
| 1701–1724 |                                               | Królestwo Prus               | Święte Cesarstwo Rzymskie                                           | prowincja Pomorze, okręg Słupsk-Sławno                |
| 1724–1806 | prowincja Pomorze, powiat Rummelsburg i. Pom. | Królestwo Prus               | Święte Cesarstwo Rzymskie                                           |                                                       |
| 1806–1815 | prowincja Pomorze, powiat Rummelsburg i. Pom. |                              | Królestwo Prus                                                      | Królestwo Prus                                        |
| 1815–1866 | Królestwo Prus                                | Związek Niemiecki            | prowincja Pomorze, rejencja koszalińska, powiat Rummelsburg i. Pom. |                                                       |
| 1866–1871 | Królestwo Prus                                | Związek Północnoniemiecki    | prowincja Pomorze, rejencja koszalińska, powiat Rummelsburg i. Pom. |                                                       |
| 1871–1918 | Cesarstwo Niemieckie                          | Cesarstwo Niemieckie         | Cesarstwo Niemieckie                                                |                                                       |
| 1918–1933 | Niemcy                                        | Rzesza Niemiecka             | Rzesza Niemiecka                                                    |                                                       |
| 1933–1945 | III Rzesza                                    | III Rzesza                   | III Rzesza                                                          |                                                       |
| 1945–1946 | Polska                                        | Rzeczpospolita Polska        | Rzeczpospolita Polska                                               | województwo gdańskie, powiat miastecki                |
| 1946–1950 | Polska                                        | Rzeczpospolita Polska        | Rzeczpospolita Polska                                               | województwo szczecińskie, powiat miastecki            |
| 1950–1952 | Polska                                        | Rzeczpospolita Polska        | Rzeczpospolita Polska                                               | województwo koszalińskie, powiat miastecki            |
| 1952–1975 | Polska                                        | Polska Rzeczpospolita Ludowa | Polska Rzeczpospolita Ludowa                                        | województwo koszalińskie, powiat miastecki            |
| 1975–1989 | Polska                                        | Polska Rzeczpospolita Ludowa | Polska Rzeczpospolita Ludowa                                        | województwo słupskie, rejon miastecki                 |
| 1989–1998 | Polska                                        | Rzeczpospolita Polska        | Rzeczpospolita Polska                                               | województwo słupskie, rejon miastecki                 |
| od 1999   | Polska                                        | Rzeczpospolita Polska        | Rzeczpospolita Polska                                               | województwo pomorskie, powiat bytowski, gmina Miastko |

### Kościelna
| Okres     | Jednostka administracyjna                                                                              | Jednostka administracyjna                                                                              |
| --------- | --- | --- |
| 1335–1534 | Biskupstwo Kamieńskie                                                                                  | Biskupstwo Kamieńskie                                                                                  |
| 1390–1474 | Biskupstwo Kamieńskie                                                                                  | Biskupstwo Kamieńskie                                                                                  |
| 1474–1534 | Biskupstwo Kamieńskie                                                                                  | Biskupstwo Kamieńskie                                                                                  |
| 1534–1637 | Pomorski Kościół Ewangelicki, parafia Miastko                                                          | Pomorski Kościół Ewangelicki, parafia Miastko                                                          |
| 1637–1657 | Pomorski Kościół Ewangelicki, parafia Miastko                                                          | Pomorski Kościół Ewangelicki, parafia Miastko                                                          |
| 1657–1821 | Pomorski Kościół Ewangelicki, parafia Miastko                                                          | Pomorski Kościół Ewangelicki, parafia Miastko                                                          |
| 1821–1871 | Pomorski Kościół Ewangelicki                                                                           | Diecezja wrocławska, archiprezbiterat koszaliński                                                      |
| 1871–1930 | Pomorski Kościół Ewangelicki                                                                           | Diecezja wrocławska, archiprezbiterat koszaliński                                                      |
| 1930–1933 | Pomorski Kościół Ewangelicki                                                                           | Diecezja berlińska, archiprezbiterat koszaliński                                                       |
| 1945–1946 | Zależna od Stolicy Apostolskiej Administracja Apostolska w Gorzowie Wielkopolskim, dekanat koszaliński | Zależna od Stolicy Apostolskiej Administracja Apostolska w Gorzowie Wielkopolskim, dekanat koszaliński |
| 1946–1949 | Zależna od Stolicy Apostolskiej Administracja Apostolska w Gorzowie Wielkopolskim, dekanat lęborski    | Zależna od Stolicy Apostolskiej Administracja Apostolska w Gorzowie Wielkopolskim, dekanat lęborski    |
| 1949–1972 | Zależna od Stolicy Apostolskiej Administracja Apostolska w Gorzowie Wielkopolskim, dekanat bytowski    | Zależna od Stolicy Apostolskiej Administracja Apostolska w Gorzowie Wielkopolskim, dekanat bytowski    |
| 1972–1973 | Metropolia gnieźnieńska, Diecezja koszalińsko-kołobrzeska, dekanat bytowski                            | Metropolia gnieźnieńska, Diecezja koszalińsko-kołobrzeska, dekanat bytowski                            |
| 1973–1992 | Metropolia gnieźnieńska, Diecezja koszalińsko-kołobrzeska, dekanat miastecki                           | Metropolia gnieźnieńska, Diecezja koszalińsko-kołobrzeska, dekanat miastecki                           |
| od 1992   | Metropolia szczecińsko-kamieńska, Diecezja koszalińsko-kołobrzeska, dekanat miastecki                  | Metropolia szczecińsko-kamieńska, Diecezja koszalińsko-kołobrzeska, dekanat miastecki                  |

## Sport

### Ośrodek Sportu i Rekreacji w Miastku
- Ośrodek Sportu i Rekreacji w Miastku[54] to jednostka organizacyjna gminy Miastko. Zadaniem jej jest propagowanie sportu wśród mieszkańców Miastka poprzez organizowanie imprez i zawodów sportowych.

### Kluby i stowarzyszenia
W Miastku funkcjonuje wiele klubów sportowych. Oto niektóre z nich podzielone na dyscypliny:
[pełna nazwa, nazwa skrócona, rok założenia]

#### Piłka nożna
- Miastecki Klub Sportowy Start Miastko, 1952 r.

#### Siatkówka
- Uczniowski Klub Sportowy Morena Miastko, UKS Morena Miastko

#### Sztuki walki
- Zapaśniczy Klub Sportowy Miastko, ZKS Miastko, 1982 r.
- Miastecki Klub Karate Kyokushin Hizo Hakai, MKKK Hizo Hakai,
- Miasteckie Stowarzyszenie Dalekowschodnich Sztuk i Sportów Walki “Ibuki Dojo”

#### Badminton
- Klub Badmintona Lednik[55], MKB Lednik, 1967 r.

#### Tenis stołowy
- Uczniowski Klub Sportowy Junior Miastko, UKS Junior,

#### Biegi, jazda na rowerze, nordic walking
- Miasteckie Towarzystwo Sportowe Hamer Miastko

#### Motocykle
Miasteckie Stowarzyszenie Motocyklowe GRYF

## Inne informacje
- W miejscowości działał Zakład Rybacki Miastko wchodzący w skład Państwowego Gospodarstwa Rybackiego Słupsk[57].
- Miastko jest jedynym miastem na Pomorzu Środkowym, które w ostatniej reformie administracyjnej utraciło status miasta powiatowego. Mimo tego miasto jest siedzibą Powiatowego Inspektoratu Weterynarii, Powiatowego Młodzieżowego Domu Kultury, posiada samodzielny szpital (przekazany od powiatu w 2014) oraz Oddział Zamiejscowy Starostwa Powiatowego i Urzędu Pracy.
- W mieście swoją siedzibę mają dwie izby muzealne: Izba Pamięci Proboszcza Miasteckiego Księdza Generała Bernarda Wituckiego (od 1995) oraz Ekspozycja Muzealna w Centrum Kultury Ukraińskiej (od 2007).
- Miastko jest jedyną w Polsce miejscowością, gdzie w Adwencie kultywowane są pieśni sprzed reformacji Marcina Lutra, nazywane Miasteckim Quempasem (Rummelsburger Quempas).
- W Miastku istnieje klub piłkarski Start Miastko, występujący obecnie w 4. lidze pomorskiej.
- Funkcjonuje tu również Miastecka Orkiestra „Sound in the City” (od 2018). Muzycy to głównie absolwenci Państwowej Szkoły Muzycznej I st. im. Fryderyka Chopina w Miastku. Orkiestra to projekt Stowarzyszenia MiastkoRazem. Zespół bierze udział w różnych uroczystościach, ale daje również własne koncerty.